# Wera Iwanowna Krasnowa
Wera Iwanowna Krasnowa (russisch Вера Ивановна Краснова, Transliteration Vera Ivanovna Krasnova; * 3. April 1950 in Omsk, Oblast Omsk) ist eine ehemalige sowjetische Eisschnellläuferin.
Krasnowas beste Saison war 1972, als sie bei den Mehrkampfeuropameisterschaften in Inzell über die 500-m-Strecke den zweiten Platz belegte, das einzige Rennen, in dem sie antrat. Im gleichen Jahr konnte sie bei den Olympischen Winterspielen in Sapporo über die gleiche Distanz ebenfalls Silber gewinnen. Zum Abschluss der Saison wurde sie zum zweiten Mal sowjetischer Meister über 500 m. Ihren ersten nationalen Titel hatte sie drei Jahre zuvor geholt, ihren dritten und letzten 1976.
Als reine Sprinterin nahm Krasnowa nur 1969 an den Mehrkampfweltmeisterschaften teil, allerdings ohne Erfolge. Genauso erging es ihr auch bei allen fünf Teilnahmen bei Sprintweltmeisterschaften. Ihr bestes Resultat war ein vierter Platz 1975 in  Göteborg.
Ihren letzten internationalen Wettkampf bestritt Krasnowa bei den Olympischen Winterspielen 1976 in Innsbruck als sie über 500 m den fünften Platz erreichte.

## Persönliche Bestzeiten
| Strecke | Zeit        | Datum           | Ort    |
| ------- | ----------- | --------------- | ------ |
| 500 m   | 40,96 s     | 10. April 1976  | Almaty |
| 1000 m  | 1:24,00 min | 5. April 1977   | Almaty |
| 1500 m  | 2:19,48 min | 13. März 1977   | Almaty |
| 3000 m  | 5:13,10 min | 17. Januar 1970 | Almaty |